# Ungodly Hour
Albums de Chloe x Halle
The Kids Are Alright (en)
(2018)
Singles
1. Do It
Sortie : 14 mai 2020
2. Forgive Me (en)
Sortie : 12 juin 2020

Ungodly Hour est le deuxième album studio du duo de R&B américain Chloe x Halle, sorti le 12 juin 2020.

## Accueil critique

### Critiques
Sur le site web Metacritic, l'album Ungodly Hour obtient la note de 81/100, moyenne calculée à partir de huit critiques.

### Classements des critiques
| Publication          | Classement                                       | Position | Réf.   |
| -------------------- | ------------------------------------------------ | -------- | ------ |
| BBC Culture          | Les meilleurs albums et chansons de l'année 2020 | NC       | [ 10 ] |
| Billboard            | Les 50 meilleurs albums de 2020                  | 17       | [ 11 ] |
| Complex              | Les meilleurs albums de 2020                     | 15       | [ 12 ] |
| Crack                | Les meilleurs albums de 2020                     | 14       | [ 13 ] |
| The Line of Best Fit | Les meilleurs albums de 2020                     | 9        | [ 14 ] |
| NPR                  | Les meilleurs albums de 2020                     | 23       | [ 15 ] |
| Rolling Stone        | Les 50 meilleurs albums de 2020                  | 19       | [ 16 ] |
| Time                 | Les 10 meilleurs albums de 2020                  | 2        | [ 17 ] |
| Uproxx               | Les meilleurs albums de 2020                     | 9        | [ 18 ] |

## Liste des pistes
| 1.    | Intro                                                | - Chloe Bailey - Halle Bailey - Nija Charles (en) - Mark Spears (en)                                                    | Chloe Bailey                                                            | 0:28 |
| 2.    | Forgive Me (en)                                      | - Chloe Bailey - Halle Bailey - Nija Charles - Mark Spears                                                              | - Sounwave (en) - Jake One (en) - Chloe Bailey                          | 2:38 |
| 3.    | Baby Girl                                            | - Chloe Bailey - Halle Bailey                                                                                           | Chloe Bailey                                                            | 3:32 |
| 4.    | Do It                                                | - Chloe Bailey - Halle Bailey - Victoria Monét - Scott Storch - Vincent van den Ende - Anton Kuehl-Joergensen           | - Scott Storch - Avedon - Asoteric                                      | 2:56 |
| 5.    | Tipsy                                                | - Chloe Bailey - Halle Bailey                                                                                           | Chloe Bailey                                                            | 2:33 |
| 6.    | Ungodly Hour                                         | - Chloe Bailey - Halle Bailey - Guy Lawrence - Howard Lawrence                                                          | Disclosure                                                              | 4:16 |
| 7.    | Busy Boy                                             | - Chloe Bailey - Halle Bailey - Jeff Gitelman (en) - Nasri Atweh (en)                                                   | - Gitty (en) - Nasri (en)                                               | 3:10 |
| 8.    | Catch Up (avec Swae Lee featuring Mike Will Made It) | - Chloe Bailey - Halle Bailey - Khalif Brown - Michael Williams II - Asheton Hogan - Adam Waldman                       | - Mike Will Made It - Pluss - Royal Z                                   | 3:04 |
| 9.    | Overwhelmed                                          | - Chloe Bailey - Halle Bailey                                                                                           | Chloe Bailey                                                            | 0:52 |
| 10.   | Lonely                                               | - Chloe Bailey - Halle Bailey - Scott Storch - Vincent van den Ende - Paimon Jahanbin - Nima Jahanbin - Felicia Ferraro | - Chloe x Halle - Scott Storch - Avedon - Wallis Lane - Felicia Ferraro | 3:15 |
| 11.   | Don't Make It Harder on Me                           | - Chloe Bailey - Halle Bailey - Nasri Atweh - Jeff Gitelman                                                             | Gitty                                                                   | 3:35 |
| 12.   | Wonder What She Thinks of Me                         | - Chloe Bailey - Halle Bailey                                                                                           | Chloe x Halle                                                           | 3:32 |
| 13.   | ROYL                                                 | - Chloe Bailey - Halle Bailey - Matthew Samuels - Anderson Hernandez (en) - Jahaan Sweet                                | - Chloe x Halle - Boi-1da - Vinylz (en) - Jahaan Sweet                  | 3:25 |
| 37:10 |                                                      | |                                                                         |      |

## Classements hebdomadaires
| Classement (2020)                   | Meilleure position |
| ----------------------------------- | ------------------ |
| Belgique (Flandre Ultratop)         | 160                |
| Canada (Canadian Albums)            | 71                 |
| États-Unis (Billboard 200)          | 16                 |
| États-Unis (Top R&B Albums)         | 2                  |
| États-Unis (Top R&B/Hip-Hop Albums) | 11                 |
| France (SNEP)                       | 200                |
| Royaume-Uni (UK Albums Chart)       | 80                 |
| Royaume-Uni (R&B Albums)            | 11                 |